# Psara cryptolepis
Psara cryptolepis là một loài bướm đêm trong họ Crambidae.